# Sylvie Lacroix

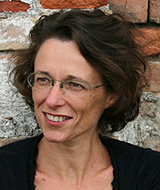
Sylvie Lacroix

Sylvie Lacroix (* 1959 in Lyon, Frankreich) ist eine in Österreich lebende französische Komponistin, Flötistin und Musikpädagogin.

## Biographie
Die in Lyon geborene Flötistin (Querflöte) Sylvie Lacroix studierte am Conservatoire Lyon, anschließend an der Universität für Musik und darstellende Kunst Wien, an der sie ihr Diplom mit Auszeichnung abschloss. Sie lebt seit 1980 als freischaffende Flötistin in Wien. Sie tritt vor allem als Solistin und Kammermusikerin auf. Ihr künstlerischer Schwerpunkt liegt im Bereich der Neuen Musik; in diesem Zusammenhang arbeitet sie regelmäßig mit Komponisten zusammen. Sie ist Gründungsmitglied des Klangforum Wien und war bis 1997 in diesem Ensemble auch aktiv.
Zwischen 1990 und 2006 war sie besonders in pädagogischen Projekten engagiert. Im Zuge dieser Arbeit gründete sie die den Sommerkurs Musikpalette: Kammermusik für Kinder und Jugendliche mit dem Schwerpunkt Neue Musik.
Neben ihrer Beschäftigung mit der Neuen Musik verfügt Sylvie Lacroix über langjährige Erfahrung in der historischen Aufführungspraxis (barocke Traversflöte). Sie spielte von 1985 bis 1991 im Concentus Musicus Wien unter der Leitung von Nikolaus Harnoncourt. Im Sommer 2005 wirkte sie bei der Produktion von Mozarts „Mitridate“ mit „Les musiciens du louvre“ unter der Leitung von Marc Minkowski im Rahmen der Salzburger Festspiele mit. Außerdem ist sie Flötistin im Ensemble Il Concerto Viennese.
Seit einigen Jahren arbeitet sie an eigenen Kompositionen. Es entstehen Werke für Kammermusik sowie für Flöte und Elektronik.

## Diskographische Hinweise
- Landschaft mit Flöte: Florian Bogner, Sylvie Lacroix, Alexander Stankovski (2009, loewenhertz 019, ISBN 978-3-221-95410-9, Extraplatte)
- Fruits: Florian Bogner, Sylvie Lacroix (2010, Telos Music, UPC 881488000894, Naxos)
- Kofomi #16, Music?: Diverse, KomponistInnenforum Mittersill, (2012, Ein_Klang Records)